# Percy Moran (Schauspieler)
Percy Moran (* 1886 in Irland; † 1958) war ein irischer Schauspieler.
Moran, der früher Boxer und Stuntman gewesen war, spielte zwischen 1912 und 1924 in etlichen britischen Stummfilmen; am erfolgreichsten war er in der Rolle des „Jack Daring“ in einer Reihe abenteuerlicher Filme. Auch als Westerndarsteller war er bekannt: 1919 entstand in eigener Regie Jack, Sam and Pete.
Umstritten ist, ob er mit dem geänderten Vornamen Eddie in den 1940er Jahren in den USA seine Karriere fortgesetzt hat.